# Cirurgia micrográfica

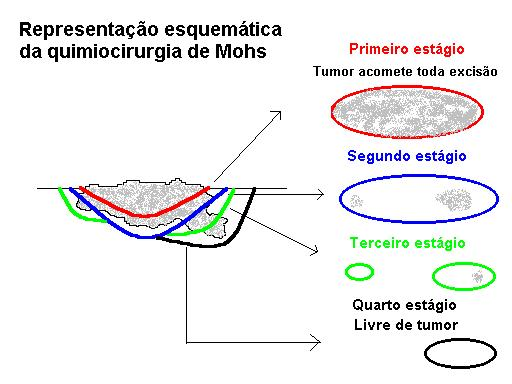
Toda a região da peça cirúrgica que esteve em contato com o bisturi durante a incisão é meticulosamente examinada ao microscópio. Os estágios se sucedem quando no local acometido foi encontrado tecido tumoral, até que nenhuma neoplasia remanescente seja vista. A excisão microscopicamente controlada está terminada. A cada novo estágio, era realizada uma nova fixação in vivo pela pasta de cloreto de zinco.

Cirurgia micrográfica ou cirurgia de Mohs é um procedimento utilizado para tratamento de tumores cutâneos, no qual não se utiliza o conceito de margem de segurança, ou seja, é uma exérese cirúrgica com controle microscópico de margens. Corresponde a uma retirada cirúrgica da lesão, na qual a cirurgia é controlada por um exame microscópico do tumor que mostra se ele foi totalmente retirado ou não. Caso a lesão não tenha sido totalmente extirpada, o exame micrográfico aponta exatamente onde existe tumor restante. E assim, sucessivamente, até que todo tecido tumoral seja retirado.
O esquema ao lado representa a o método originariamente concebido por Frederic Mohs, que culminou na cirurgia micrográfica moderna.

## Generalidades sobre a cirurgia convencional
É comum se pensar que o cirurgião tem a capacidade de distinguir claramente entre o tecido tumoral e o tecido normal, depois que ele incisa a pele. Porém, na maioria das vezes, é muito difícil se fazer essa distinção, de forma que apenas o exame histopatológico é que vai enxergar corretamente o tecido tumoral, observando-se sua anatomia microscópica.
A cirurgia micrográfica não é apenas uma cirurgia, mas um procedimento que adiciona um exame histopatológico contínuo ao ato da cirurgia (exérese microscopicamente controlada). Conseqüentemente, a ela tende a retirar a menor quantidade possível de tecido, pois objetiva a retirada exclusiva do tumor, sem a necessidade de margem de segurança macroscópica. Isto não quer dizer que cirurgias microscopicamente controladas sejam necessariamente pequenas. Caso o tumor esteja muito desenvolvido ou infiltrado nos tecidos, a cirurgia micrográfica demonstra claramente que todo este tecido tem que ser retirado.
Os tumores cutâneos geralmente são vistos quando surgem. Como a pele é um órgão de revestimento do nosso corpo, qualquer alteração que ela apresente pode ser facilmente notada como uma anormalidade. Os dermatologistas, geralmente através de campanhas de esclarecimento, alertam para possíveis sinais que podem representar um câncer da pele, quais sejam: 
- - pequenos ferimentos que tem dificuldade para cicatrizar
  - surgimento de “verrugas”, “casquinhas” persistentes
  - lesões novas com sangramento fácil
  - surgimento de “pintas” ou modificação das “pintas” preexistentes.

Embora isso seja muito vantajoso no sentido de se descobrir o surgimento de um câncer cutâneo, nem sempre é possível ao médico, baseado apenas no exame objetivo da pele, delimitar a extensão do mesmo em lateralidade, muito menos em profundidade. Isto porque não é possível se enxergar o tumor microscopicamente. Através da cirurgia micrográfica isso pode ser possível.
Não é incomum que um câncer cutâneo volte a se manifestar depois de operado. É o que se denomina recidiva do tumor. A principal causa de tais recidivas é o desenvolvimento de restos tumorais não removidos nas cirurgias convencionais, ou seja, cirurgias que utilizam o conceito de margem de segurança. E isso acontece justamente porque o cirurgião não enxerga o tumor histologicamente. É por isso que a cirurgia micrográfica é bem mais eficaz que cirurgias convencionais, uma vez que ela identifica e remove histologicamente os restos tumorais.

## Pequeno resumo histórico
O procedimento se iniciou nos Estados Unidos, por volta de 1930, pelos estudos de Frederic Mohs, então ainda um estudante de medicina. Mohs publicou seus primeiros trabalhos na década seguinte. Sua persistência em desenvolver um método que poucos conheciam, levou finalmente ao reconhecimento de seu trabalho anos depois. Inicialmente ele tentou se aproximar dos cirurgiões, mas estes não acreditaram na forma que ele propunha para tratamento dos tumores cutâneos. Assim, Mohs se aproximou dos dermatologistas, que abraçaram suas ideias desde aqueles tempos remotos. Seu método inicial consistia na aplicação de uma pasta especial contendo cloreto de zinco, diretamente sobre o tumor, levando à sua fixação in vivo. Isto correspondia a uma verdadeira mumificação do mesmo. Este processo durava vários dias e causava muita dor ao paciente. Completada a fixação do tumor, Mohs o retirava dentro dos limites fixados, de forma que, endurecidos, ficava bem mais fácil analisá-los de forma topográfica ao microscópio. E assim, sucessivamente. Se não foi possível se retirar o tumor por inteiro, novas camadas eram fixadas pela pasta até que todo o tumor fosse analisado e retirado topograficamente, o que durava dias. Inicialmente apenas tumores considerados inoperáveis ou casos perdidos foram assim tratados, até que um grande número de casos pudesse ser analisado retrospectivamente ao longo dos anos. Foi quando se constatou pela eficácia do método, apesar de toda a dificuldade. Como a ação química da pasta de cloreto de zinco, impedia a reconstrução imediata da ferida, resultante da exérese do tumor, a maioria dos casos evoluía com cicatrização natural. Isso também poderia demorar dias ou meses e até resultar em deformidades, que poderiam, posteriormente, serem reparadas cirurgicamente. Este método foi denominado quimiocirurgia de Mohs e historicamente culminou com a fundação do Colégio Americano de Quimiocirurgia de Mohs.
A pior parte de uma quimiocirurgia era a fase de fixação tecidual in vivo. O próprio Frederic Mohs foi o primeiro também a realizar o primeiro procedimento sem se utilizar a fixação pela pasta de zinco. Porém, não foi ele quem persistiu neste caminho. Tromovitch e Stegman, em 1974, foram os primeiros a publicar uma série de casos tratados com sucesso, nos quais se utilizaram de cortes de congelação, sem a fixação tecidual prévia (método a fresco). Outra grande vantagem em não se utilizar da fixação tecidual era a possibilidade de reconstrução imediata da ferida cirúrgica, tão logo se concluísse a fase de retirada do tumor. De certa forma, isso forçou o dermatologista a assumir a parte cirúrgica propriamente dita, empenhando-se em aprender técnicas de cirurgia reconstrutora. Isso foi um dos fatores que levaram à fundação da Sociedade Americana de Cirurgia Dermatológica e mais tarde à Sociedade Internacional de Cirurgia Dermatológica (ISDS).
Assim, pode-se dizer que a história da cirurgia micrográfica influenciou decisivamente a evolução da dermatologia em todo mundo, no sentido de se tornar uma especialidade clínica e cirúrgica. Neste contexto, surgiu no Brasil, a Sociedade Brasileira de Cirurgia Dermatológica fundada em 1988, que congrega dermatologistas ligados à Sociedade Brasileira de Dermatologia.
Atualmente, não se pratica mais a quimiocirurgia. Com a difusão do método a fresco de cirurgia micrográfica, surgiram outras formas de se realizar o controle microscópico das margens cirúrgicas. Atualmente reconhecem-se três formas distintas de cirurgia micrográfica:
- - A cirurgia micrográfica de Mohs
  - A cirurgia micrográfica pelo método da Torta de Tübingen
  - A cirurgia micrográfica pelo método de Munique

Pelo uso, os termos 'cirurgia micrográfica de Mohs' e  'cirurgia de Mohs' passaram a ser utilizados como sinônimo de cirurgia micrográfica, o que, tecnicamente, não é correto. O método de Mohs, embora o mais empregado, se refere a apenas um dos métodos de controle histológico de margens cirúrgicas. Dos três métodos, apenas o método de Munique observa o tumor de forma tridimensional. Diferenças à parte, uma cirurgia micrográfica sempre é mais eficaz que a cirurgia convencional, com relação à eficácia oncológica bem como à possibilidade de conservação de estruturas de importância estética ou funcional, eventualmente não acometidas pela neoplasia.

## A cirurgia micrográfica pelo método de Mohs
Caracteriza-se pela excisão cirúrgica em camadas finas. Inicialmente o tumor é curetado para que sua porção elevada (se ela existir) seja retirada, pois isso facilita a realização dos cortes histológicos. Estes são realizados de forma a incluir, num mesmo plano, o fundo da peça cirúrgica e a borda epidérmica. Assim, o método de Mohs examina toda a superfície da peça cirúrgica que tomou contato com a lâmina do bisturi do cirurgião. Isto é, não é um corte de congelação por amostragem. Porém, uma vez obtidos os primeiros cortes desta superfície da periferia da peça cirúrgica, o trabalho de corte no criostato cessa. Desta forma se diz que o método de Mohs é periférico, não mostrando qual a relação entre o tumor e a margem cirúrgica. Ele mostra se há ou não tumor na borda cirúrgica. Embora, obviamente, isso seja o mais importante, o fato é que mais informações sobre o tumor em si, assim como a relação do tumor com a borda cirúrgica (se o tumor está longe ou perto, por exemplo), não são fornecidas por este método. A cirurgia micrográfica de Mohs termina, invariavelmente, com um laudo histopatológico de ausência de tecido tumoral.
Por utilizar um número pequeno de cortes da periferia da peça cirúrgica é necessário que estes sejam perfeitos. E para isso, fatores puramente técnicos, de execução dos cortes no criostato, como falsa superfície de corte, inclusão defeituosa, infiltrado inflamatório muito denso em volta do tumor, reexcisão topograficamente falha e desgaste excessivo da peça para obtenção de um bom corte, devem ser contornados constantemente, o que, torna crítica a exatidão do procedimento.
O esquema ao lado representa a cirurgia micrográfica de Mohs

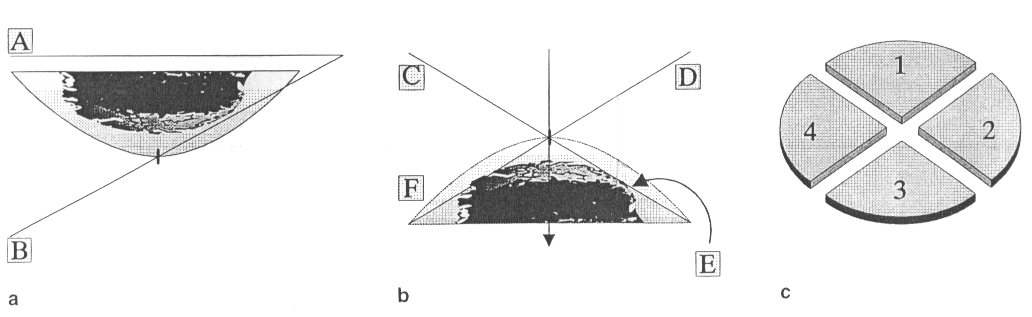
Método de Mohs - A incisão (a) deve ser rasa de forma que o ângulo formado pelo plano epidérmico (A) e o plano formado pelo fundo da peça e borda epidérmica (B) seja aproximadamente de 45 graus. A peça cirúrgica é obrigatoriamente dividida em 4 quadrantes ou mais. Na inclusão (b) é necessário se criar o plano achatado contendo o fundo a peça e a borda epidérmica (E). Os planos assim formados, EC e FD correspondem ao formato dos cortes 2 e 4. Os cortes (c) contém, cada um, o fundo e a borda epidérmicas em um só plano.

## A cirurgia micrográfica pelo método da torta de Tübingen
É um método micrográfico do tipo periférico como o método de Mohs, onde apenas a periferia da peça cirúrgica é examinada. Utilizada durante muitos anos na Universidade de Tübingen, na Alemanha, foi descrita várias vezes na literatura médica como uma forma modificada de cirurgia de Mohs pelo Dr. Helmut Breuninger, o que, evidentemente é um equívoco, visto ser um método completamente distinto do método de Mohs.
A principal característica deste método é que os cortes são feitos orientados em blocos de parafina, não se tratando de cortes de congelação. Por isso ele utiliza as questionáveis “tabelas de margens de segurança”, pela impossibilidade de volta imediata ao campo operatório se houver positividade das margens cirúrgicas. Assim, ele é considerado mais como uma alternativa para o controle microscópico de margens, principalmente quando se pode utilizar o conceito de margem de segurança (tronco, por exemplo) e manter-se a situação topográfica estável para o caso de haver necessidade de reoperação.
O esquema ao lado representa a cirurgia micrográfica pela Torta de Tübingen

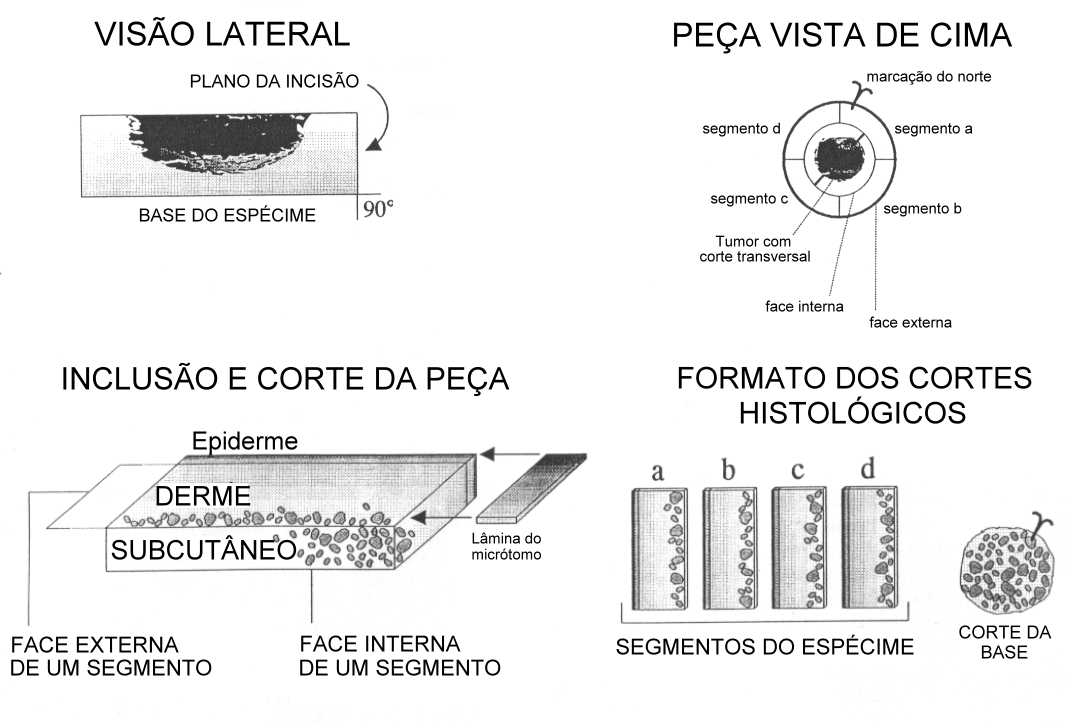
Na Torta de Tübingen, como no método de Mohs, apenas a periferia da peça cirúrgica é examinada. Ou seja, um tipo de exame periférico.

## A cirurgia micrográfica pelo método de Munique
Tecnicamente é totalmente distinta da técnica de Mohs, tanto na forma da cirurgia em si, quanto no processamento laboratorial, assim como na forma de análise microscópica. A exérese do tumor é realizada normalmente como uma cirurgia convencional, embora a forma de abordar inicialmente o mesmo dependa dos dados obtidos durante a avaliação pré-operatória. Não existe a necessidade de curetagem prévia, sendo apenas a parte clinicamente visível do tumor retirada no primeiro estágio. A peça cirúrgica geralmente é examinada sem divisão desde que seu tamanho permita a inclusão por inteiro. O espécime é congelado, geralmente fora do criostato, por um jato direto de CO2 e cortado em planos paralelos à epiderme a cada intervalo de 50 a 100 micrômetros, até ser totalmente convertido nos cortes histológicos. Obtém-se desta forma, um exame tridimensional da peça cirúrgica como se fosse uma tomografia. Ao exame microscópico sempre se enxerga o tumor, estando as bordas livres ou acometidas. A visão direta do tumor e sua relação com as bordas cirúrgicas podem ser importantes em situações críticas de margens microscópicas muito exíguas, mas embora isso se constitua numa vantagem deste método, existentes outros inconvenientes do mesmo. O trabalho de corte da peça no criostato exige muito mais tempo que no método de Mohs.
O método de Munique recebeu esta denominação por ter sido descrito nesta cidade alemã. Existem poucas referências na literatura mundial a seu respeito, principalmente porque, ele era considerado também uma “cirurgia micrográfica de Mohs”. Apesar de usado na clínica dermatológica da Universidade de Munique desde a época em que a cirurgia micrográfica foi adotada na Europa, este método ficou “escondido” como “cirurgia micrográfica de Mohs” pelo menos durante 20 anos, até que foi mais detalhadamente descrito.
Em nosso meio, a reprodutividade do método de Munique já foi testada e publicada, mostrando eficácia semelhante ao método de Mohs.

O esquema ao lado representa a cirurgia micrográfica pelo método de Munique 

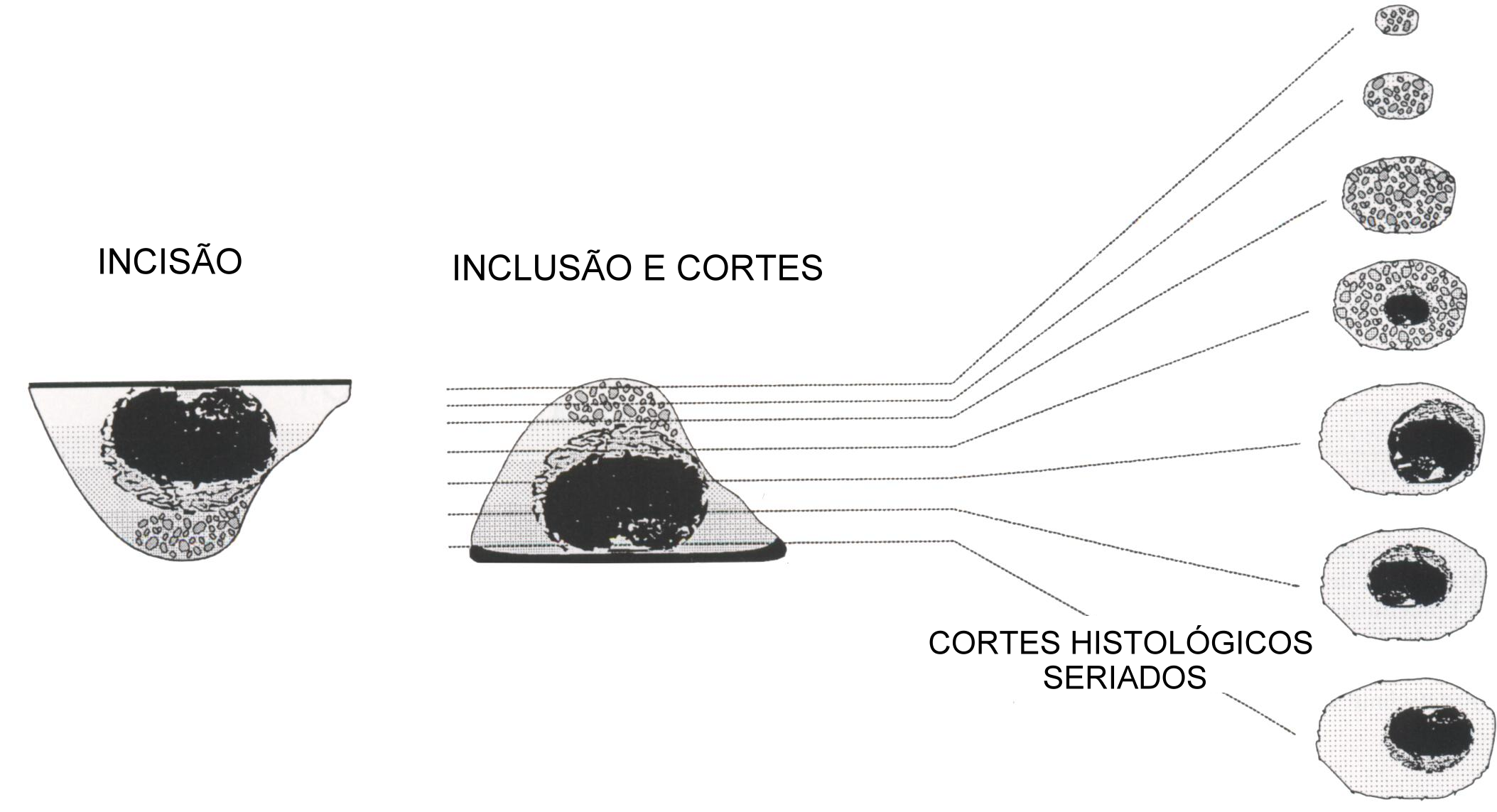
Método de Munique - Os cortes seriados dão uma visão tridimensional do tumor e de suas relações com as margens cirúrgicas. Sempre se observa o tumor ao microscópio. Caso ele toque as bordas da incisão, nova incisão é realizada no local correspondente, como ilustrado no exemplo. Toda a peça é esgotada e examinada, e não somente sua periferia.

O quadro ao lado resume as principais diferenças entre os três métodos mais utilizados de cirurgia micrográfica 

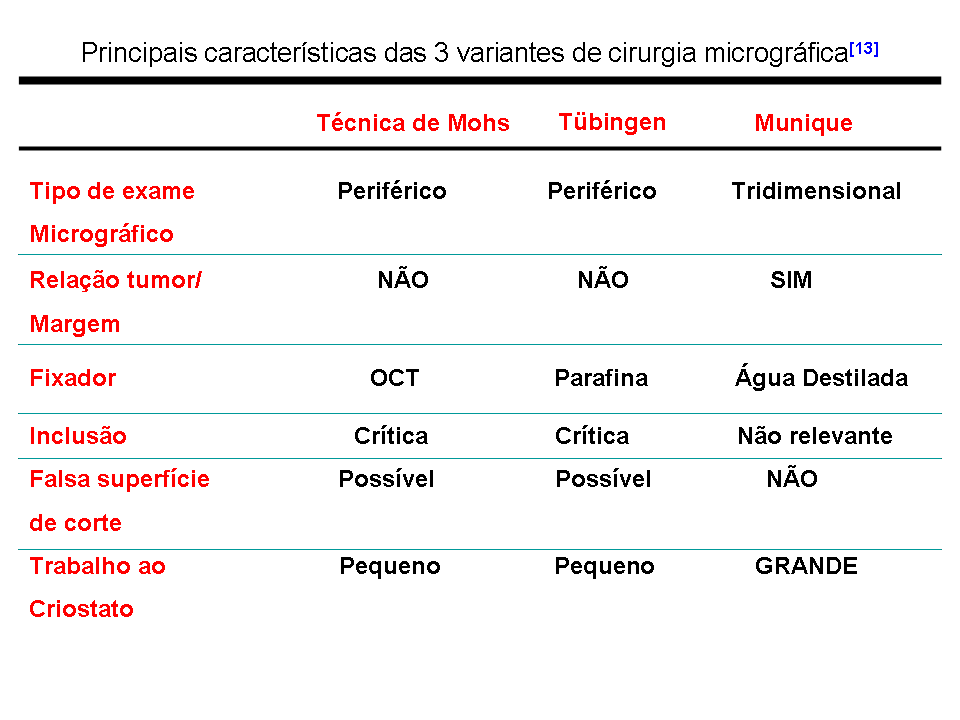
As principais diferenças entre as variantes da cirurgia micrográfica

## Indicações
Por sua racionalidade, em poupar tecido sadio e ao mesmo tempo ter alto grau de eficácia quanto à remoção da invasão histológica do tumor, há quem indique a cirurgia micrográfica para tratamento de todo e qualquer tumor cutâneo. Porém, a principal indicação para uma cirurgia micrográfica é a recidiva, no mesmo local, de um tumor operado há menos de um ano. Esta indicação já é tão aceita que, nos Estados Unidos, existe jurisprudência a este respeito. Caso um tumor recidivado seja reoperado sem cirurgia micrográfica e surja nova recidiva, o médico é passível de sofrer processo por imperícia. A popularização do método nos Estados Unidos chegou ao exagero de pacientes portadores de câncer cutâneo exigirem ser tratados com cirurgia micrográfica. Exageros à parte, é bom que se lembre que a recidiva de um tumor cutâneo se deve à permanência de restos tumorais, um indício de que o crescimento subclínico do tumor era maior que o previsto. Nestas situações, como não se pode deduzir para onde está ocorrendo a invasão tumoral, é melhor realizar uma exérese com controle microscópico.
As principais indicações de cirurgia micrográfica são:
- - Tumores recidivados
  - Localização crítica do tumor - estruturas importantes do ponto de vista funcional ou mesmo estético podem estar muito próximas, tornando difícil a utilização do conceito de margem de segurança. Exemplos típicos são tumores localizados próximos às pálpebras, carúncula lacrimal, conduto auditivo externo, borda livre da asa nasal e sobrancelhas.
  - Tumores com má delimitação clínica das bordas.
  - Carcinomas basocelulares com tipo histológico infiltrativo, especialmente os esclerodermiformes.
  - Tumores relacionados a crescimento subclínico imprevisível como os localizados em área temporal, reborda da asa nasal no sulco naso-geniano, região pré-auricular e retroauricular, assim como tumores com diâmetro maior que 2 cm ou que tenham mais de dois anos de evolução.
  - Outras: Dermatofibrossarcoma protuberante, tumor de Merkel e tumores malignos de anexos cutâneos como o carcinoma sebáceo. Uma grande quantidade de tumores do tecido fibroso, da bainha de nervos periféricos e outras estruturas anexas à pele, todos eles de ocorrência rara, já foram tratados com sucesso por cirurgia micrográfica, o que se pode verificar pela descrição isolada destes casos na literatura médica.

A maioria dos tumores cutâneos tratados pela cirurgia micrográfica são carcinomas basocelulares. Porém, com a maior utilização do método, os outros dois tumores cutâneos mais comuns – o carcinoma espinocelular e o melanoma – passaram também a ser tratados desta forma. Embora a literatura venha apontando que, para o carcinoma espinocelular a cirurgia micrográfica é uma boa indicação, existe controvérsia importante com relação aos melanomas, tanto que a cirurgia micrográfica não é nem citada como opção terapêutica nos protocolos de tratamento do melanoma fornecidos pelo Grupo Brasileiro de Melanoma.
É muito freqüente a indicação de cirurgia micrográfica como alternativa a uma cirurgia convencional, quando o exame histopatológico aponta para o comprometimento das bordas pelo tumor. A análise de uma situação como esta requer um conhecimento mais específico do processamento laboratorial da peça cirúrgica e está intimamente relacionada com o conceito de margem de segurança. Desde que se possa intuir, pelo exame cuidadoso das lâminas que resultaram no laudo histopatológico, que o comprometimento das margens cirúrgicas pelo tumor possa ser real, o melhor é indicar cirurgia micrográfica. No entanto, existem muitas situações nas quais, falhas técnicas na confecção das lâminas podem levar a um laudo falso positivo. O mais importante, nestes casos, é entender que a reoperação para “alargamento das margens” pode ser ineficaz para retirar os restos tumorais, principalmente quando a parte visível do tumor foi retirada ou a reconstrução se deu através de um retalho. A cirurgia micrográfica pode ser uma alternativa racional para se resolver o dilema, uma vez que a ausência de sinais clínicos não significa necessariamente que o tumor parou de crescer.
Uma boa regra a se seguir em relação à cirurgia micrográfica é que ela não precisa ser nem sempre a primeira escolha, mas também não seria bom que fosse a última alternativa ao se tratar um caso complicado. Talvez o conhecimento prévio do padrão histológico do tumor (e não sua característica clínica), seja o fator mais decisivo no planejamento cirúrgico de um tumor cutâneo, no momento de optar pelas várias modalidades terapêuticas. ..

## Qual método de cirurgia micrográfica escolher?
Todos os três métodos acima descritos tem eficácia oncológica semelhante. Não há método de cirurgia micrográfica ideal. Todos eles tem vantagens e desvantagens, dependendo da situação clínica. Talvez o conhecimento mais geral do real significado do termo controle microscópico de margens cirúrgicas não devesse ficar restrito a apenas uma forma de se entender a complexidade do tema. O próprio Frederic Mohs se referia ao seu método como cirurgia microscopicamente controlada. O mais importante seria o cirurgião ter um profundo conhecimento técnico do processo laboratorial que envolve todo o procedimento, desde a maneira de realizar a exérese (pois isso interfere decisivamente na forma que se vai examinar a peça cirúrgica), o processo de obtenção dos cortes histológicos, assim como a interpretação dos cortes histológicos ao microscópio. Este processo é tão interdependente de cada uma destas etapas que torna crítica sua exata execução, a ponto de alguns autores escrevem textualmente que, o ideal é que o cirurgião, o técnico e o patologista fossem a mesma pessoa., Konz B."/>  Desta forma, a escolha de um dos métodos para um caso específico, depende da amplitude do conhecimento do cirurgião, com relação à compreensão da execução técnico-laboratorial.

## Limitações da cirurgia micrográfica
Como acima comentado, talvez a maior limitação técnica da cirurgia micrográfica sejam os casos nos quais apenas se considerou sua indicação como último recurso. Por exemplo, a constatação de acometimento ósseo pelo tumor limita sua aplicabilidade, pela dificuldade do controle microscópico. Casos muito extensos podem requerer horas ou até dias para a exérese, exigindo reconstruções complexas, ambiente hospitalar e equipes multidisciplinares. Embora a maioria dos casos possam ser resolvidos a nível ambulatorial, a necessidade de internamento hospitalar não deve ser desprezada, até mesmo para o conforto do próprio paciente.
Um dos principais objetivos da cirurgia micrográfica é poupar tecido sadio aliado à maior efetividade possível do ponto de vista oncológico. Porém, desde que a o controle microscópico de margens comprove o acometimento de estruturas de importância estética ou funcional, a mutilação decorrente de sua extirpação talvez não possa ser evitada. Pelo menos isso é melhor que a mutilação sem a devida comprovação da necessidade, fato corriqueiro em tumores operados depois de múltiplas recidivas, como medida cirúrgica “heróica”, devido à aplicação do conceito de margens de segurança levado ao extremo. Desta forma, há que se compreender que a cirurgia micrográfica não é uma “medida heróica”, mas a forma mais racional de se atuar em cenários resultantes, justamente, da não aplicabilidade de seus princípios primordiais. Apesar dela ainda se mostrar mais eficaz que outros métodos, mesmo nestas situações, seu grau de eficácia também decresce, quando ela trata tumores recidivados várias vezes.